# Proopiomélanocortine
La proopiomélanocortine ou POMC est un précurseur protéique de très nombreuses hormones polypeptidiques qui a été identifié en 1977-1978,,,.
La POMC est codée par un gène principalement exprimé de façon normale dans les cellules corticotropes de l'hypophyse antérieure, certaines cellules de l'hypothalamus (cellules du noyau arqué, et quelques neurones dorso-médians), et dans les mélanocytes. Le gène est situé sur le chromosome 2 humain.
La maturation de ce précurseur protéique de 241 acides aminés par des endoprotéases spécifiques, appelées prohormone convertases ou PC, aboutit selon les types cellulaires à la production de différentes hormones polypeptidiques dont les plus importantes sont :
- dans les cellules corticotropes de l'hypophyse :
  - l'hormone adrénocorticotrope ou ACTH,
  - la β-Lipotropine ou β-LPH,
  - la β-endorphine ;

- dans les cellules mélanotropes de l'hypophyse :
  - les mélanotropines ou α-MSH et β-MSH. La synthèse de β-MSH existe chez l'humain mais pas chez les rongeurs, car leur POMC ne possède pas le site de clivage enzymatique adéquat ;

- dans les mélanocytes :
  - la mélanotropine ou α-MSH.

## En médecine
Il existe des pathologies cancéreuses liées à une dérégulation de l'expression du gène de la POMC au niveau de l'hypophyse (adénomes hypophysaires) ou dans des tissus atypiques tels que les bronches (carcinoïdes bronchiques) ou le pancréas, aboutissant à une synthèse et sécrétion massive non contrôlée d'ACTH. Cette hypersécrétion d'ACTH va stimuler perpétuellement les glandes surrénales sécrétant alors des quantités importantes de cortisol provoquant une pathologie appelée syndrome de Cushing.
Une mutation du gène POMC entraîne une obésité précoce, un hypocortisolisme, un teint pâle, par déficit des différentes hormones dont la proopiomélanocortine permet la synthèse.